# Ушаков, Виктор Георгиевич
Виктор Георгиевич Ушаков (1 марта 1914, Екатеринослав — 5 ноября 1956) — полковник авиации, Герой Советского Союза.

## Биография
Родился в семье рабочего, окончил 6 классов неполной средней школы и школу фабрично-заводского ученичества, работал электросварщиком на заводе имени Карла Либкнехта.
Призван в ряды Красной Армии в 1934 году. В 1936 году закончил Ворошиловградскую военную авиационную школу. Начал службу в 150-м скоростном бомбардировочном полку под командованием прославленного лётчика Ивана Полбина В 1939 году принимал участие в боях на реке Халхин-Гол, за образцовое выполнение боевого задания награждён орденом Красного Знамени.
В годы Великой Отечественной войны командовал эскадрильей 150-го бомбардировочного полка.
За годы войны совершил около 300 боевых вылетов.
Указом Президиума Верховного Совета СССР «О присвоении звания Героя Советского Союза начальствующему составу Красной Армии» от 23 ноября 1942 года за «образцовое выполнение боевых заданий командования на фронте борьбы с немецкими захватчиками и проявленные при этом отвагу и геройство» удостоен звания Героя Советского Союза с вручением ордена Ленина и медали «Золотая Звезда».
Погиб при исполнении служебных обязанностей. Похоронен на Ваганьковском кладбище (20 уч.).